# Untouchables
Untouchables je páté studiové album od americké alternative metalové skupiny KoRn vydané 11. června 2002. CD obsahuje vedle alternative metalu samozřejmě nu metal, který byl pouze slabě zastoupen v jejich předešlé desce Issues.
Nahrávka se velmi dobře umisťovala v hitparádách, ovšem ne již tak dobře jak předchozí dvě alba. I když se dostalo Untouchables řádného komerčního úspěchu, prodeje tak skvělé nebyly. Do té doby to bylo nejhůře prodávané album od KoRn. Samotná kapela přisuzovala slabší prodeje internetovém pirátství, protože tři měsíce před vydáním CD se na internetu objevila nedodělaná verze desky. První týden se prodalo 434 000 kusů a ve Spojených státech je album 1x platinové.
Untouchables obsahuje tři singly s názvem Here to Stay, Thoughtless a Alone I Break. Všechny mají oficiální videa a dočkaly se hojného hraní v rádiích. Here To Stay dokonce dostalo cenu Grammy za nejlepší metalové provedení (Best Metal Performance).

## Seznam skladeb

### Plná verze
1. Here to Stay - 4:32 Videoklip
2. Make Believe - 4:37
3. Blame - 3:51
4. Hollow Life - 4:09
5. Bottled Up Inside - 4:00
6. Thoughtless - 4:33 Videoklip
7. Hating - 5:10
8. One More Time - 4:40
9. Alone I Break - 4:17 Videoklip
10. Embrace - 4:27
11. Beat It Upright - 4:15
12. Wake Up Hate - 3:13
13. I'm Hiding - 3:57
14. No One's There - 5:06
15. Here to Stay (T Ray's Mix) - 4:18
16. Here to Stay (Video verze)

### Pozměněná verze
1. "Here to Stay – 4:32
2. Make Believe – 4:37
3. Blame – 3:51
4. Hollow Life – 4:09
5. Bottled Up Inside – 4:00
6. Thoughtless – 4:33
7. Hating – 5:10
8. One More Time – 4:40
9. Alone I Break – 4:17
10. Embrace – 4:27
11. Beat It Upright – 4:15
12. Wake Up Hate – 3:13
13. I'm Hiding – 3:57
14. No One's There – 9:24
  - No One's There končí v 5:06. Here to Stay (T Ray's Mix) začne po pár vteřinách ticha. (pouze limitovaná edice)

### Bonusové DVD
Toto DVD bylo k dostání pouze v limitované edici digipak limited.
1. Here to Stay (živě)
2. Here to Stay (music video)
3. Thoughtless (music video)
4. Got the Life (živě)

## Hitparády
Billboard, Severní Amerika.

### Album
| Rok  | Album        | Hitparáda             | Umístění |
| ---- | ------------ | --------------------- | -------- |
| 2002 | Untouchables | The Billboard 200     | 2        |
| 2002 | Untouchables | Top Internet Albums   | 2        |
| 2002 | Untouchables | Top Canadian Albums   | 3        |
| 2002 | Untouchables | UK Top 75 Album Chart | 4        |

### Singly
| Rok  | Single        | Hitparáda              | Umístění |
| ---- | ------------- | ---------------------- | -------- |
| 2002 | Here to Stay  | Mainstream Rock Tracks | 4        |
| 2002 | Here to Stay  | Modern Rock Tracks     | 4        |
| 2002 | Here to Stay  | Hot 100 Singles        | 72       |
| 2002 | Thoughtless   | Mainstream Rock Tracks | 6        |
| 2002 | Thoughtless   | Modern Rock Tracks     | 11       |
| 2002 | Alone I Break | Mainstream Rock Tracks | 19       |
| 2002 | Alone I Break | Modern Rock Tracks     | 34       |

## Obsazení
Korn
- Jonathan Davis - Vokály
- Brian "Head" Welch - Elektrická kytara
- J. "Munky" Shaffer - Elektrická kytara
- Fieldy - Basová kytara
- David Silveria - Bicí